# What You Want (chanson)
Singles de Evanescence
Good Enough
(2007)
What You Want (traduction : Ce que tu veux) est le premier single extrait de l'album Evanescence du groupe américain Evanescence prévu pour le 11 octobre 2011. Le titre de la chanson et quelques extraits furent d'abord dévoilé par MTV lors de mini-interviews.
La chanson est apparue sur le net, le 8 août en début de soirée, sur les sites de téléchargements illégaux.

## Signification et clip
Le clip a été tourné à New York le 30 et le 31 juillet 2011. Amy Lee a invité via Twitter ses fans de plus de 18 ans à venir tourner la vidéo avec eux. Son tweet renvoyait au site officiel pour plus d'informations.

## Liste des pistes
- Téléchargement digital

1. "What You Want" – 3:40

- CD single

1. "What You Want" – 3:40
2. "What You Want" (Elder Jepson Remix) – 3:18

## Classement par pays
| Classement (2011–2012)                       | Meilleure position |
| -------------------------------------------- | ------------------ |
| Brésil (Billboard)                           | 30                 |
| Canada (Hot 100)                             | 55                 |
| Allemagne (Media Control Charts)             | 84                 |
| Japon (Japan Hot 100)                        | 52                 |
| Corée du Sud (Gaon Chart)                    | 59                 |
| Royaume-Uni (UK Singles Chart)               | 72                 |
| Royaume-Uni (UK Rock and Metal Chart)        | 1                  |
| États-Unis (Hot 100)                         | 68                 |
| États-Unis Mainstream Rock Songs (Billboard) | 8                  |
| États-Unis (Billboard Rock Songs)            | 11                 |
| États-Unis (Alternative Songs)               | 14                 |

## Historique de sortie
| Pays             | Date             | Format                 |
| ---------------- | ---------------- | ---------------------- |
| Australie        | 9 août 2011      | Téléchargement digital |
| Autriche         | 9 août 2011      | Téléchargement digital |
| Belgique         | 9 août 2011      | Téléchargement digital |
| Danemark         | 9 août 2011      | Téléchargement digital |
| Finlande         | 9 août 2011      | Téléchargement digital |
| France           | 9 août 2011      | Téléchargement digital |
| Allemagne        | 9 août 2011      | Téléchargement digital |
| Grèce            | 9 août 2011      | Téléchargement digital |
| Italie           | 9 août 2011      | Téléchargement digital |
| Mexique          | 9 août 2011      | Téléchargement digital |
| Pays-Bas         | 9 août 2011      | Téléchargement digital |
| Norvège          | 9 août 2011      | Téléchargement digital |
| Portugal         | 9 août 2011      | Téléchargement digital |
| Espagne          | 9 août 2011      | Téléchargement digital |
| Suède            | 9 août 2011      | Téléchargement digital |
| Suisse           | 9 août 2011      | Téléchargement digital |
| Royaume-Uni      | 9 août 2011      | Téléchargement digital |
| Nouvelle-Zélande | 9 août 2011      | Téléchargement digital |
| Allemagne        | 9 septembre 2011 | CD single              |
| Royaume-Uni      | 2 octobre 2011   | Téléchargement digital |